# Edenred
Edenred — французская компания, поставщик платёжных услуг. Основана в 2010 году выделением из гостиничного оператора Accor. Штаб-квартира находится Исси-ле-Мулино (пригород Парижа).

## История
В 1985 году Accor поглотила британскую компанию Luncheon Voucher, которая занималась выпуском талонов на питание; такие талоны компании выдавали своим сотрудникам в рамках социального пакета.. В 1998 году выпуск ваучеров был преобразован в подразделение Accor Services.
В 2010 году подразделение ваучеров было выделено в самостоятельную компанию Edenred, её акции были размещены на бирже Euronext Paris.
В 2014 году была куплена доля в немецкой компании Union Tank Eckstein (UTA), осуществлявшей выпуск топливных карт, к 2020 году доля была увеличена до 100 %. К этому времени карты UTA принимали на 65 тыс. автозаправок в 40 странах. В мае 2023 года была приобретена британская компания Reward Gateway; она была основана в 2006 году, кроме Великобритании работала в Австралии и США.

## Деятельность
По состоянию на 2023 год у Edenred было около 1 млн корпоративных клиентов, обслуживалось в сумме 60 млн сотрудников этих корпораций и организаций, партнёрами были 2 млн поставщиков товаров и услуг. Общий объём транзакций составил 41 млрд евро. Edenred выпускает ваучеры (талоны) на питание, ваучеры на заправку и парковку автотранспорта, проездные на общественный транспорт, подарочные сертификаты, виртуальные корпоративные карты.
Доход компании состоит из комиссионных, получаемых от клиентов при продаже им ваучеров; комиссионных от торговцев, получаемые при погашении ваучера; финансового дохода от инвестиций средств, остающихся у компании в период между продажей ваучера и его погашением; дохода от утерянных или просроченных ваучеров.
Edenred работает в 45 странах, на Европу приходится 62 % выручки, на Латинскую Америку — 29 %, на другие регионы — 9 %.